# Galería de Arte Mexicano
Die Galería de Arte Mexicano (GAM; span. für Galerie für mexikanische Kunst) wurde am 7. März 1935 in Mexiko-Stadt von Carolina und Inés Amor gegründet und war die erste Galerie für Moderne Kunst in der Stadt. Das Gebäude war das erste Bauwerk des mexikanischen Architekten Casillas de Alba.
Ziel der Institution ist die Etablierung einheimischer Künstler und die Nachwuchsförderung. Das Museum verfügt über die umfassendste Sammlung moderner, mexikanischer und zeitgenössischer Kunst. 1940 fand hier unter der Regie von Wolfgang Paalen und César Moro die Internationale Surrealismus-Ausstellung statt. 
Bislang organisierte die Galerie über 900 Veranstaltungen, darunter auch Ausstellungen für Diego Rivera, Fernando Leal Audirac, José Clemente Orozco, David Alfaro Siqueiros, Miguel Covarrubias, Rufino Tamayo, Frida Kahlo, Wolfgang Paalen, Agustín Lazo und andere namhafte Künstler. 